# Morphic Fields
 Morphic Fields è il secondo VHS del gruppo gothic rock britannico Fields of the Nephilim, pubblicato dalla Situation Two/Beggars Banquet nel 1989.
Due anni dopo lo scioglimento, nel 1993, gli stessi videoclip verranno inclusi in una videocassetta dal titolo Revelations.

## Il video
I video contenuti son tutti quelli girati per promuovere i singoli e, quindi, i due album registrati in studio dalla band fino a quel momento. I primi due son stati filmati dal regista di culto Richard Stanley nel 1987 mentre, gli altri due dal team Dirty Work Work.

## Tracce
Testi a cura di Carl McCoy, musiche dei The Nephilim.
1. Preacher Man – 4:53
2. Blue Water – 4:44
3. Moonchild – 5:02
4. Psychonaut – 4:09

## Formazione
- Carl McCoy – voce
- Peter Yates – chitarra
- Paul Wright – chitarra
- Tony Pettitt – basso
- Alexander "Nod" Wright – batteria